# Правдинский
Пра́вдинский — посёлок городского типа в составе городского округа Пушкинский Московской области.
Население — 9897 чел. (2024).

## География
Расположен в 35 км от Москвы по Ярославскому направлению на железнодорожной станции Правда.

## История
Основан в 1930 году на месте небольшого пристанционного посёлка из нескольких десятков домов дачного типа, который отпочковался от села Братовщина.
Основателем посёлка считается[кем?] советский журналист и писатель М. Е. Кольцов, который в 1929 году на страницах газеты «Правда» предложил создать под Москвой в огромном зелёном массиве Братовщины «Зелёный город», обширную сеть санаториев, домов отдыха, пансионатов, пионерских лагерей и других оздоровительных объектов. Статья называлась «Дача — так дача!». В этом же году Кольцов организовал акционерное общество «Зелёный город», задачей которого было строительство подмосковных здравниц.
Согласно постановлению президиума Московского областного исполнительного комитета № 37/44 от 19 октября 1937 года посёлок Правдино Правдинского сельсовета Пушкинского района был преобразован в дачный посёлок Правдинский, а постановлением № 940 от 3 ноября 1938 года из его состава выделена территория дачного посёлка Заветы Ильича. Оба изменения подтверждены указом Президиума Верховного совета РСФСР от 26 марта 1939 года.
Решением Мособлисполкома № 1000/10 от 20 июня 1940 года «О дачных посёлках» был упразднён дачный посёлок Братовщина, а его территория передана дачному посёлку Правдинский.
Решением Мособлисполкома № 726 от 26 марта 1941 года и утверждающим его указом Президиума Верховного совета РСФСР от 16 апреля 1941 года дачный посёлок Правдинский отнесён к категории рабочих посёлков.
В 2025 году рабочий посёлок преобразован в посёлок городского типа.

## Население
| 1959    | 1970    | 1979    | 1989    | 2002    | 2006    | 2009    | 2010    |
| ------- | ------- | ------- | ------- | ------- | ------- | ------- | ------- |
| 11 369  | ↗11 727 | ↘11 161 | ↗11 295 | ↘10 458 | →10 458 | ↗10 769 | ↘10 587 |
| 2012    | 2013    | 2014    | 2015    | 2016    | 2017    | 2018    | 2019    |
| ↘10 483 | ↗10 491 | ↘10 406 | ↗10 496 | ↘10 353 | ↘10 329 | ↘10 149 | ↘10 121 |
| 2020    | 2021    | 2023    | 2024    |         |         |         |         |
| ↘9992   | ↗10 046 | ↘9959   | ↘9897   |         |         |         |         |

## Транспорт
- 4 (мкр. Заветы Ильича (ул. Котовского) — пл. Правда)
- 6 (ст. Пушкино — пл. Правда)
- 25 (пл. Правда — Ельдигино — Тишково)
- 32 (пл. Правда — Ельдигино — Алёшино — Луговая)
- 36 (пл. Правда — Степаньково — сан. «Тишково»)

## Экономика
На сегодняшний день в посёлке располагается несколько крупных промышленных предприятий и научных учреждений:
- мебельный комбинат «СТОРОСС»
- Центральный научно-исследовательский институт бумаги (ОАО «ЦНИИБ»)
- мебельная фабрика : Кухни VIRS
- Научно-исследовательский и конструкторско-технологический институт музыкальной промышленности
- ФГБНУ «Росинформагротех»
- опытный завод источников тока «ПОЗИТ»
- завод строительных изделий
- завод столярных изделий

Также в посёлке и в окрестностях расположены дома отдыха, санатории.

## Культура
В Правдинском расположены детские сады, две школы, лесхоз-техникум Министерства природных ресурсов России.
В Правдинском прошло детство Олега Павлова — известного российского писателя, лауреата премии «Русский Букер»
В 1999 году был освящен православный храм во имя св. Николая.